# كارلوس غويلرمو سميث
كارلوس غويلرمو سميث (بالإنجليزية: Carlos Guillermo Smith)‏ هو سياسي أمريكي، ولد في 31 ديسمبر 1980 في فورت لودرديل في الولايات المتحدة. نشط حزبياً في الحزب الديمقراطي. وقد انتخب عضو مجلس نواب فلوريدا.

## وصلات خارجية
- الموقع الرسمي